# Valle de Mena
Valle de Mena község Spanyolországban, Burgos tartományban. Valle de Mena Valle de Losa, Junta de Traslaloma, Merindad de Montija, Soba, Karrantza, Artzentales, Balmaseda, Zalla, Gordexola, Artziniega és Ayala/Aiara községekkel határos. Lakosainak száma 4140 fő (2024).

## Népesség
A település népessége az utóbbi években az alábbiak szerint változott:
| Lakosok száma | 3367 | 3414 | 3611 | 3926 | 3961 | 3856 | 3806 | 3726 | 3987 | 4140 |
|               | 2001 | 2004 | 2006 | 2009 | 2011 | 2014 | 2016 | 2019 | 2021 | 2024 |